# 王俊生
王俊生（1948年—）是一名中国体育界、足球界的知名人物，曾经担任中国足协专职副主席，是中国足球职业化的重要奠基人。

## 简介
王俊生年轻时为足球守门员，不到16岁就被选入北京队，后来成为北京队主力门将，1973年，时任国家队主教练年维泗曾将其选进国家队。1981年退役后，王俊生进入北京体育学院学习，获得大专学历，之后进入北京市体委工作。1991年进入中国足协工作后，王俊生于1992年至2000年出任中国足协专职副主席、秘书长。1995年1月3日足球运动管理中心成立，王俊生担任首任主任、党委书记。2002年7月，他离开中国足协，出任中体产业公司监事会主席。

## 足协工作成绩
担任中国足协专职副主席、国家足球运动管理中心主任的八年时间是王俊生最受关注的一段时间，也是中国足球发生巨大变化的一段时间，在此期间中国足球进行了一系列全新的尝试。
1992年，中国足协聘请德国人克劳斯·施拉普纳担任国家队主教练。施拉普纳由此成为中国国家足球队历史上第一个外国籍教练。
1993年，中国足协经过挑选，派遣一批少年球员到巴西训练。由于受健力寳贊助，冠名为健力寳青年隊。後來，在1999年參加奧運會預選賽的那一批國奧隊的很多隊員都來自健力寳青年隊。
1993年底，中国足协開始推广俱乐部制，1994年全新的全國足球甲級A組聯賽开战，成爲中國足球職業化的開端。